# FC Solothurn
El FC Solothurn es un club de fútbol suizo de la ciudad de Solothurn. Fue fundado en 1901 y juega en la 1. Liga.